# 石壁村
石壁村，位于中国福建省宁化县石壁镇，西邻江西石城，距宁化县城22公里。以石壁村为中心的总面积近200平方公里区域，是客家民系形成的中心地域，被称为“客家文化、语言的摇篮”。石壁村被视为“客家祖地”，是客家民系认同的标志物之一。